# Papi Juancho Tour
Papi Juancho Tour fue la cuarta gira musical del cantante colombiano Maluma en apoyo de su quinto álbum de estudio Papi Juancho. La gira comenzó el 2 de septiembre de 2021 en Sacramento, Estados Unidos y concluyó el 27 de diciembre de 2022 en Cali, Colombia.
La gira proviene de las cancelaciones de los conciertos de la etapa europea de la gira anterior del colombiano, fechas que debieron ser reprogramadas durante 2020 y 2021 para ser finalmente realizadas en marzo de 2022.

## Producción
Con el fin de ser la gira más ambiciosa y segura de su carrera, los conciertos poseían un escenario central de 360°, el que contenía seis pantallas LED que suspendían del cielo para la proyección de material visual.

## Fechas
| Fecha                    | Ciudad                  | País              | Recinto                           | Asistencia                | Recaudación       |
| América del Norte        | América del Norte       | América del Norte | América del Norte                 | América del Norte         | América del Norte |
| ------------------------ | ----------------------- | ----------------- | --------------------------------- | ------------------------- | ----------------- |
| 2 de septiembre de 2021  | Sacramento              | Estados Unidos    | Golden 1 Center                   | 10,021 / 10,021           | $980,166          |
| 3 de septiembre de 2021  | Inglewood               | Estados Unidos    | The Forum                         | 15,966 / 15,966           | $1,894,654        |
| 4 de septiembre de 2021  | Las Vegas               | Estados Unidos    | Michelob Ultra Arena              | 8,062 / 10,314            | $988,029          |
| 9 de septiembre de 2021  | San José                | Estados Unidos    | SAP Center                        | 10,380 / 10,380           | $1,004,891        |
| 11 de septiembre de 2021 | Ontario                 | Estados Unidos    | Toyota Arena                      | 10,177 / 10,177           | $1,277,623        |
| 12 de septiembre de 2021 | San Diego               | Estados Unidos    | Penchanga Arena                   | 7,992 / 13,659            | $812,053          |
| 18 de septiembre de 2021 | Seattle                 | Estados Unidos    | Teatro WaMu                       | 4,473 / 4,473             | $543,335          |
| 19 de septiembre de 2021 | Portland                | Estados Unidos    | Moda Center                       | 6,264 / 9,959             | $635,413          |
| 23 de septiembre de 2021 | Phoenix                 | Estados Unidos    | Footprint Center                  | 9,232 / 12,796            | $924,833          |
| 24 de septiembre de 2021 | El Paso                 | Estados Unidos    | Don Haskins Center                | 7,280 / 7,280             | $866,195          |
| 25 de septiembre de 2021 | Odessa                  | Estados Unidos    | La Hacienda Event Center          | 4,103 / 4,103             | $424,880          |
| 26 de septiembre de 2021 | San Antonio             | Estados Unidos    | AT&T Center                       | 10,285 / 15,006           | $1,048,091        |
| 30 de septiembre de 2021 | Bridgeport              | Estados Unidos    | Webster Bank Arena                | 6,468 / 8,696             | $553,864          |
| 1 de octubre de 2021     | Nueva York              | Estados Unidos    | Madison Square Garden             | 17,759 / 17,759           | $1,850,269        |
| 2 de octubre de 2021     | Washington D. C.        | Estados Unidos    | Capital One Arena                 | 9,260 / 9,893             | $907,720          |
| 3 de octubre de 2021     | Greensboro              | Estados Unidos    | Greensboro Coliseum Complex       | 5,111 / 6,927             | $373,474          |
| 7 de octubre de 2021     | Atlanta                 | Estados Unidos    | State Farm Arena                  | 6,157 / 7,737             | $650,332          |
| 8 de octubre de 2021     | Orlando                 | Estados Unidos    | Amway Center                      | 6,280 / 8,500             | $823,916          |
| 9 de octubre de 2021     | Miami                   | Estados Unidos    | American Airlines Arena           | 18,296 / 18,296           | $2,000,012        |
| 10 de octubre de 2021    | Estero                  | Estados Unidos    | Hertz Arena                       | 5,685 / 7,699             | $581,929          |
| 14 de octubre de 2021    | Dallas                  | Estados Unidos    | American Airlines Center          | 9,623 / 9,623             | $1,225,042        |
| 15 de octubre de 2021    | Laredo                  | Estados Unidos    | Sames Auto Arena                  | 5,635 / 8,366             | $478,748          |
| 16 de octubre de 2021    | Hidalgo                 | Estados Unidos    | Payne Arena                       | 6,353 / 6,514             | $881,091          |
| 17 de octubre de 2021    | Sugar Land              | Estados Unidos    | Smart Financial Centre            | 5,584 / 6,286             | $815,148          |
| 21 de octubre de 2021    | Toronto                 | Canadá            | Scotiabank Arena                  | 9,374 / 13,935            | $718,418          |
| 22 de octubre de 2021    | Montreal                | Canadá            | Bell Centre                       | 12,183 / 12,425           | $987,161          |
| 24 de octubre de 2021    | Rosemont                | Estados Unidos    | Alistate Arena                    | 12,381 / 12,381           | $1,315,851        |
| Europa                   |                         |                   |                                   |                           |                   |
| 27 de febrero de 2022    | Viena                   | Austria           | Wiener Stadthalle                 | ―                         | ―                 |
| 7 de marzo de 2022       | Ámsterdam               | Países Bajos      | Ziggo Dome                        | ―                         | ―                 |
| 8 de marzo de 2022       | Amberes                 | Bélgica           | Sportpaleis                       | ―                         | ―                 |
| 10 de marzo de 2022      | París                   | Francia           | AccorHotels Arena                 | ―                         | ―                 |
| 11 de marzo de 2022      | Montpellier             | Francia           | Sud de France Arena               | ―                         | ―                 |
| 14 de marzo de 2022      | Tirana                  | Albania           | Mother Teresa Square              | ―                         | ―                 |
| 16 de marzo de 2022      | Londres                 | Reino Unido       | The O2 Arena                      | ―                         | ―                 |
| 18 de marzo de 2022      | Atenas                  | Grecia            | OAKA Arena                        | ―                         | ―                 |
| 20 de marzo de 2022      | Zúrich                  | Suiza             | Hallenstadion                     | ―                         | ―                 |
| 21 de marzo de 2022      | Ginebra                 | Suiza             | Arena Geneve                      | ―                         | ―                 |
| 28 de marzo de 2022      | Luxemburgo              | Luxemburgo        | Rockhal                           | ―                         | ―                 |
| 29 de marzo de 2022      | Frankfurt               | Alemania          | Festhalle                         | ―                         | ―                 |
| 31 de marzo de 2022      | Barcelona               | España            | Palau Sant Jordi                  | ―                         | ―                 |
| 2 de abril de 2022       | Lisboa                  | Portugal          | Altice Arena                      | ―                         | ―                 |
| 5 de abril de 2022       | Madrid                  | España            | WiZink Center                     | ―                         | ―                 |
| 8 de abril de 2022       | Bucarest                | Rumania           | Romexpo                           | ―                         | ―                 |
| Asia                     |                         |                   |                                   |                           |                   |
| 10 de abril de 2022      | Tel Aviv                | Israel            | Menora Mivtachim Arena            | ―                         | ―                 |
| 11 de abril de 2022      | Tel Aviv                | Israel            | Menora Mivtachim Arena            | ―                         | ―                 |
| América Latina           |                         |                   |                                   |                           |                   |
| 30 de abril de 2022      | Medellín                | Colombia          | Estadio Atanasio Girardot         | ―                         | ―                 |
| 21 de mayo de 2022       | Monterrey               | México            | Parque Fundidora                  | Festival                  | Festival          |
| 4 de junio de 2022       | Guadalajara             | México            | Arena VFG                         | ―                         | ―                 |
| 10 de junio de 2022      | Ciudad de México        | México            | Palacio de los Deportes           | ―                         | ―                 |
| 11 de junio de 2022      | Ciudad de México        | México            | Palacio de los Deportes           | ―                         | ―                 |
| Europa                   |                         |                   |                                   |                           |                   |
| 28 de junio de 2022      | Rimini                  | Italia            | Rimini Beach Arena                | ―                         | ―                 |
| 29 de junio de 2022      | Milán                   | Italia            | Mediolanum Forum                  | ―                         | ―                 |
| 3 de julio de 2022       | La Haya                 | Países Bajos      | Zuiderpark                        | Festival                  | Festival          |
| 7 de julio de 2022       | Valencia                | España            | Estadio Ciudad de Valencia        | Festival                  | Festival          |
| 8 de julio de 2022       | Madrid                  | España            | WiZink Center                     | ―                         | ―                 |
| 12 de julio de 2022      | Ibiza                   | España            | Pacha                             | ―                         | ―                 |
| 15 de julio de 2022      | La Coruña               | España            | Estadio de Riazor                 | Festival                  | Festival          |
| 16 de julio de 2022      | Vila Nova de Gaia       | Portugal          | Antiga Seca do Bacalhau           | Festival                  | Festival          |
| 20 de julio de 2022      | Marbella                | España            | Auditorio de Starlite             | Festival                  | Festival          |
| 21 de julio de 2022      | Murcia                  | España            | Plaza de Toros La Condomina       | ―                         | ―                 |
| 22 de julio de 2022      | Chiclana de la Frontera | España            | Poblado de Sancti Petri           | Festival                  | Festival          |
| 24 de julio de 2022      | Santander               | España            | Campa de la Magdalena             | Festival                  | Festival          |
| 26 de julio de 2022      | Ibiza                   | España            | Pacha                             | ―                         | ―                 |
| América Latina           |                         |                   |                                   |                           |                   |
| 14 de agosto de 2022     | Rosarito                | México            | Playas de Rosarito                | Festival                  | Festival          |
| 21 de agosto de 2022     | Rosarito                | México            | Playas de Rosarito                | Festival                  | Festival          |
| 23 de septiembre de 2022 | Lima                    | Perú              | Jockey Club del Perú              | ―                         | ―                 |
| 7 de octubre de 2022     | Quito                   | Ecuador           | Estadio Olímpico Atahualpa        | ―                         | ―                 |
| 9 de octubre de 2022     | Guayaquil               | Ecuador           | Estadio Modelo Alberto Spencer    | ―                         | ―                 |
| 29 de octubre de 2022    | Buenos Aires            | Argentina         | Estadio José Amalfitani           | ―                         | ―                 |
| 10 de diciembre de 2022  | Miami                   | Estados Unidos    | Miami-Dade Fair & Expo            | Festival                  | Festival          |
| 27 de diciembre de 2022  | Cali                    | Colombia          | Estadio Olímpico Pascual Guerrero | ―                         | ―                 |
| Total                    | Total                   | Total             | Total                             | 240,384 / 279,171 (86.1%) | $25,488,668       |

Notas
1. ↑  El concierto en Atenas del 18 de marzo de 2022 estaba originalmente programado para realizarse el 2 de marzo de 2022.[5]
2. ↑  El concierto en Ginebra del 21 de marzo de 2022 estaba originalmente programado para realizarse el 4 de marzo de 2022.[5]
3. ↑  El concierto en Medellín del 30 de abril de 2022 fue llamado "Medallo en el Mapa".[6]
4. ↑  El concierto en Monterrey del 21 de mayo de 2022 fue parte del Power Fest 2022.[7]
5. ↑  El concierto en Florencia del 28 de junio de 2022 estaba originalmente programado para realizarse el 19 de marzo de 2022.[8]
6. ↑  El concierto en Milán del 29 de junio estaba originalmente programado para realizarse el 5 de marzo de 2022.[8]
7. ↑  El concierto en La Haya del 3 de julio de 2022 fue parte del Pal Mundo Festival 2022.
8. ↑  El concierto en Valencia del 7 de julio de 2022 fue parte del Ciutat Festival 2022.
9. ↑  El concierto en La Coruña del 15 de julio de 2022 fue parte del Morriña Fest 2022.
10. ↑  El concierto en Villa Nova de Gaia del 16 de julio de 2022 fue parte del MEO Marés Vivas 2022.
11. ↑  El concierto en Marbella del 20 de julio de 2022 fue parte del Starlite Festival 2022.
12. ↑  El concierto en Chiclana de la Frontera del 22 de julio de 2022 fue parte del Concert Music Festival 2022.
13. ↑  El concierto en Santander del 24 de julio de 2022 fue parte del Magdalena en Vivo 2022.
14. 1 2  Los conciertos en Rosarito del 14 y 21 de agosto de 2022 fue parte del Baja Beach Fest 2022.
15. ↑  El conciertos en Miami del 10 de diciembre de 2022 fue parte del Vibra Urbana Fest 2022.
16. ↑  El concierto en Cali del 27 de diciembre de 2022 fue parte del Superconcierto de la Feria de Cali.

## Conciertos cancelados
| Día                   | Ciudad            | País      | Recinto                       | Motivo                                           |
| --------------------- | ----------------- | --------- | ----------------------------- | ------------------------------------------------ |
| 24 de febrero de 2022 | Zagreb            | Croacia   | Arena Zagreb                  | Desconocido.                                     |
| 26 de febrero de 2022 | Cracovia          | Polonia   | Tauron Arena                  | Desconocido.                                     |
| 20 de mayo de 2022    | Querétaro         | México    | —                             | Motivos desconocidos y ajenos a las productoras. |
| 28 de mayo de 2022    | Tijuana           | México    | Plaza Monumental              | Motivos desconocidos y ajenos a las productoras. |
| 1 de julio de 2022    | Marrakech         | Marruecos | Grand Stade de Marrakech      | Escasa venta de entradas.                        |
| 17 de julio de 2022   | Palma de Mallorca | España    | Plaza de Toros Coliseo Balear | Incumplimiento de contrato.                      |